# Skriveno u raju
Skriveno u raju (slovenski: Skrito v raju) je slovenska dramska televizijska serija koja se premijerno prikazuje na slovenskom kanalu POP TV od 5. veljače 2024. Radnja je smještena u kampu Paradiso uz more u Novigradu. Serija je u svibnju obnovljena za drugu sezonu.
U Hrvatskoj serija se premijerno prikazuje od 13. svibnja 2024. od ponedjeljka do petka na RTL-u i dan ranije od nedjelje do četvrtka na streming platformi Voyo.

## Radnja
Radnja je smještena uz obalu, u kampu Istarski Paradiso, gdje se tijekom ljeta sklanjaju junaci serije. U prvom planu je ljubavna priča između ekologice Lare i studenta medicine Marka, kojem je prije pet godina poginuo otac u pomorskoj nesreći, što bitno utječe na radnju. Mark dolazi iz dobrostojeće obitelji liječnika, no u pozadini se krije tragična prošlost i mnoge tajne. Umiješana je i medicinska mafija čiji je cilj privatizacija zdravstva.

## Pregled serije
Serija se premijerno prikazuje u Sloveniji tjedno od ponedjeljka do petka na kanalu POP TV, u Hrvatskoj serija se premijerno prikazuje od 13. svibnja 2024. od ponedjeljka do petka na RTL-u i dan ranije od nedjelje do četvrtka na streming platformi Voyo.
U Hrvatskoj serija se premijerno prikazuje od 13. svibnja 2024. od ponedjeljka do petka na RTL-u i dan ranije od nedjelje do četvrtka na streming platformi Voyo. Od 1. kolovoza serija se prikazuje i na kanalu RTL Adria. Druga sezona je počela sa prikazivanjem u Hrvatskoj 20. lipnja 2025. na kanalu RTL2 i dan ranije na streaming platformi Voyo.
| Sezona | Sezona | Epizoda | Slovensko prikazivanje | Slovensko prikazivanje | Hrvatsko prikazivanje | Hrvatsko prikazivanje |
| Sezona | Sezona | Epizoda | Premijera              | Finale                 | Premijera             | Finale                |
| ------ | ------ | ------- | ---------------------- | ---------------------- | --------------------- | --------------------- |
|        | 1.     | 75      | 5. veljače 2024.       | 20. svibnja 2024.      | 13. svibnja 2024.     | 30. kolovoza 2024.    |
|        | 2.     | 75      | 17. veljače 2025.      | 10. lipnja 2025.       | 20. lipnja 2025.      | 2025.                 |

## Glumačka postava
| Glumac / ica          | Lik                                                                           |
| Obitelj Steiner       | Obitelj Steiner                                                               |
| --------------------- | ----------------------------------------------------------------------------- |
| Matej Zemljič         | Mark Steiner, student medicine                                                |
| Aleš Valič            | Edvard Steiner, Markov djed, ugledni estetski kirurg, vlasnik klinike Steiner |
| Sabina Kogovšek       | Julija Steiner Kramarič, Edvardova kći i Markova majka                        |
| Blaž Valič            | David Kramarič, Julijin suprug, informatičar                                  |
| Mei Rabič             | Ela Kramarič, Julijina i Davidova kći                                         |
| Obitelj Dolenc        |                                                                               |
| Gaja Filač            | Lara Dolenc, ekologinja, ljeto provodi radeći u kampu                         |
| Tanja Potočnik        | Jana Dolenc, Larina majka, ilustratorica                                      |
| Aleksandra Balmazović | Nada Bučar, Janina sestra, psihoterapeut                                      |
| Obitelj Kovač         |                                                                               |
| Vesna Pernarčič       | Meri Kovač, kozmetičarka                                                      |
| Gaber Trseglav        | Frenk Kovač, Merin suprug, mesar                                              |
| Mila Peršin           | Saška Kovač, njihova kći, zaljubljena u Dinu                                  |
| Patrik Novak          | Kevin Kovač, njihov sin                                                       |
| Ostali                |                                                                               |
| Primož Vrhovec        | Renato Stražar, sigurnosni savjetnik i bivši agent                            |
| Sandra Debelak        | Ines Stražar, Renatova žena, maserka                                          |
| Alen Šalinović        | Hrvoje Hrvatin, vlasnik kampa Paradiso                                        |
| Matino Antunović      | Dino Hrvatin, Hrvojev nečak i Larin dečko                                     |
| Matija Rupel          | Urban Pečnik, predstavnik medicinske mafije                                   |
| Valter Dragan         | Bojan Božič, Big Boss, BB, Urbanov šef                                        |
| Melani Mekicar        | Nina, Larina najbolja prijateljica, studentica                                |
| Miha Rodman           | Borut, Frenkov i Inesin susjed, voditelj lokala Pasaža                        |
| Aleksandar Cvjetković | Damir Šarić, Hrvojev kolega i investitor                                      |
| Zala Djurić           | Mia Šarić, Damirjeva kći                                                      |
| Jaša Jamnik           | Vlado, Pečnikov kolega, novinar                                               |
| Maja Zupan            | Petra, Julijina tajnica i osobna asistentica                                  |
| Matic Valič           | Matej Kotnik, novi poslovni direktor Steiner klinike                          |
| Vesna Ponorac         | Tadeja, Pečnikova tajnica                                                     |
| Marko Skok            | odvetnik                                                                      |
| Bojan Maroševič       | Stane Jamnik, Edvardov prijatelj, utjecajni političar                         |
| Dean Kikec            | Julijin privatni detektiv                                                     |
| Barbara Jakopič       | Branka Tavčar, umirovljena medicinska sestra klinike Steiner                  |
| Aliash Tepina         | Črt, Janin novi partner, slikar                                               |

## Glazba
Uvodnu glazbu pod nazivom "Srito v raju" pjeva slovenski pjevač Luka Basi, koji je snimio i hrvatsku verziju pod nazivom "Anđeo i vrag".

## Snimanje
Serija je većinom snimljena u Ljubljani gdje se snimalo oko 140 dana i stotinjak dana u hrvatskom gradu Novigrad u Istri, snimanje je trajalo ukupno 250 dana.

## Vanjske poveznice
- Službena stranica na 24ur.com
- Skriveno u raju u internetskoj bazi filmova IMDb-a